# Vác (district)
Het District Vác (Váci járás) is een district (Hongaars: járás) in het Hongaarse comitaat Pest. De hoofdstad is Vác. 

## Plaatsen
- Acsa
- Csörög
- Csővár
- Galgagyörk
- Kisnémedi
- Kosd
- Őrbottyán
- Penc
- Püspökhatvan
- Püspökszilágy
- Rád
- Sződ
- Sződliget
- Vác
- Vácduka
- Váchartyán
- Váckisújfalu
- Vácrátót